# La Pérouille
La Pérouille és un municipi francès, situat al departament de l'Indre i a la regió de Centre – Vall del Loira. L'any 2007 tenia 409 habitants.

## Demografia

### Població
El 2007 la població de fet de La Pérouille era de 409 persones. Hi havia 158 famílies, de les quals 36 eren unipersonals (16 homes vivint sols i 20 dones vivint soles), 55 parelles sense fills, 59 parelles amb fills i 8 famílies monoparentals amb fills.
La població ha evolucionat segons el següent gràfic:
Habitants censats

### Habitatges
El 2007 hi havia 193 habitatges, 163 eren l'habitatge principal de la família, 22 eren segones residències i 7 estaven desocupats. Tots els 192 habitatges eren cases. Dels 163 habitatges principals, 142 estaven ocupats pels seus propietaris, 19 estaven llogats i ocupats pels llogaters i 3 estaven cedits a títol gratuït; 1 tenia una cambra, 8 en tenien dues, 28 en tenien tres, 56 en tenien quatre i 70 en tenien cinc o més. 151 habitatges disposaven pel capbaix d'una plaça de pàrquing. A 51 habitatges hi havia un automòbil i a 103 n'hi havia dos o més.

### Piràmide de població
La piràmide de població per edats i sexe el 2009 era:
| Homes | Edats   | Dones |
| ----- | ------- | ----- |
| 0     | 95 o +  | 0     |
| 4     | 90 a 94 | 0     |
| 4     | 85 a 89 | 8     |
| 0     | 80 a 84 | 4     |
| 0     | 75 a 79 | 0     |
| 8     | 70 a 74 | 12    |
| 4     | 65 a 69 | 12    |
| 4     | 60 a 64 | 4     |
| 12    | 55 a 59 | 0     |
| 20    | 50 a 54 | 16    |
| 12    | 45 a 49 | 20    |
| 4     | 40 a 44 | 12    |
| 24    | 35 a 39 | 0     |
| 8     | 30 a 34 | 28    |
| 12    | 25 a 29 | 4     |
| 4     | 20 a 24 | 4     |
| 12    | 15 a 19 | 0     |
| 4     | 10 a 14 | 12    |
| 28    | 5 a 9   | 12    |
| 4     | 0 a 4   | 0     |

## Economia
El 2007 la població en edat de treballar era de 269 persones, 208 eren actives i 61 eren inactives. De les 208 persones actives 197 estaven ocupades (98 homes i 99 dones) i 11 estaven aturades (7 homes i 4 dones). De les 61 persones inactives 38 estaven jubilades, 10 estaven estudiant i 13 estaven classificades com a «altres inactius».

### Ingressos
El 2009 a La Pérouille hi havia 171 unitats fiscals que integraven 436,5 persones, la mediana anual d'ingressos fiscals per persona era de 18.212 €.

### Activitats econòmiques
Dels 10 establiments que hi havia el 2007, 2 eren d'empreses de construcció, 2 d'empreses de comerç i reparació d'automòbils, 1 d'una empresa de transport, 1 d'una empresa d'hostatgeria i restauració, 1 d'una empresa d'informació i comunicació, 1 d'una empresa immobiliària, 1 d'una empresa de serveis i 1 d'una empresa classificada com a «altres activitats de serveis».
Dels 3 establiments de servei als particulars que hi havia el 2009, 1 era un taller de reparació d'automòbils i de material agrícola, 1 fusteria i 1 restaurant.
L'any 2000 a La Pérouille hi havia 23 explotacions agrícoles que ocupaven un total de 1.199 hectàrees.

## Equipaments sanitaris i escolars
El 2009 hi havia una escola elemental integrada dins d'un grup escolar amb les comunes properes formant una escola dispersa.

## Poblacions més properes
El següent diagrama mostra les poblacions més properes.